# Прапор Бродів
Прапор Бродів — офіційний символ міста Броди Львівської області. Затверджений 6 березня 1997 року рішенням сесії Бродівської міської ради.
Автор — Андрій Гречило.

## Опис прапора
Квадратне синє полотнище, на якому п’ять білих лілей — чотири по кутах, а п’ята посередині, оточена жовтим контуром фортифікаційних споруд.

## Зміст
Синій колір уособлює місцеві водойми і вказує на назву поселення. Лілея є символом чистоти та порядності. Контур фортифікацій підкреслює цікаве містобудівельне вирішення Бродів із XVII століття.
Квадратна форма полотнища відповідає усталеним вимогам для муніципальних прапорів (прапорів міст, селищ і сіл).